# Држава Дејановића
Држава Дејановића је била средњовековна српска држава, која је постојала од 1371. до 1395. године у југоисточним српским областима источно од реке Вардара и око горњег и средњег тока реке Струме. Настала је непосредно након Маричке битке (1371) и смрти српског цара Стефана Уроша V (1355-1371), када су цареви најближи рођаци из властеоског рода Дејановића преузели пуну власт у југоисточним областима дотадашњег Српског царства, створивши тиме посебну државну област која је опстала све до турског освајања 1395. године.

## Постанак и развој
Браћа Дејановићи, деспот Јован Драгаш и господин Константин, били су синови тада већ покојног српског севастократора, а потом и деспота Дејана и његове жене Теодоре Немањић, која је била рођена сестра српског цара Стефана Душана и тетка цара Стефана Уроша. Као најближи сродници владајуће српске династије Немањића, стекли су простране поседе на ширем простору између Вардара и Струме, што им је омогућило да на том подручју након нестанка царске власти (1371) створе посебну државну област, која је обухватала градове Велбужд, Велес, Мелник, Перник, Петрич, Струмица и Штип.
Услед турске најезде, браћа Дејановићи су морали да прихвате  вазалске обавезе према султану Мурату I (1359-1389). Након неколико година, деспот Дејан се повукао у манастир, препустивши пуну власт брату Константину. Положај државе Дејановића је временом постајао све тежи, пошто су Турци ширили своју власт напредујући уз долину Вардара, а почетком 1392. године у њихове руке је пало и Скопље, чиме се област Константина Дејановића нашла у турском окружењу и са западне стране. Иако је настојао да испуњава своје вазалске обавезе према турском султану, Константинов положај је постајао све неповољнији. Држава дејановића постојала је све до Константинове погибије у боју на Ровинама у пролеће 1395. године, након чега су читаву његову област освојили Турци.